# 德国国营铁路250型电力机车
德国国营铁路250型电力机车（德語：DR-Baureihe 250）是德国国营铁路的一款的重载电力机车，自1992年起被德国铁路股份公司重定型为155型。其应用领域几乎覆盖了德国所有电气化铁路中的重载货运列车。

## 历史
在1960年代中期，由于牵引功率要求的提高，由民主德国的德国国营铁路在第二次世界大战后先期采购的E11型及E42型电力机车已无法满足货运业务的需求。特别值得注意的是，E42型机车尽管是双机重联运用，但有时在编组场牵引重载列车时也会发生起动困难；而E11型机车在牵引重载快速列车加速至120公里/小时时也会发生牵引力不足的情况。
站在德国国营铁路机车开发总局的角度上，亟需为新的功率性能采购一款六轴机车，但这实际上与已规划的E11型和E42型机车相平行，却在采购的过程中因能力限制而未被采纳。研发代号为E51的Co'Co'轴式机车应该能够牵引任何客运列车或货运列车，并从而被普遍运用。为实现这一目标，三台原型车250 001号至003号机车在1974年面世。它与德国国营铁路的其它所有电力机车一样，均由黑尼格斯多夫电力机车厂生产。当前机车技术的最新形态在这里也被考虑在内，其中轻型钢结构便造就了铆钉焊接的机车车体和低位铰接转向架。驾驶室的陈设则根据最近的人体工程学研究结果进行布置。

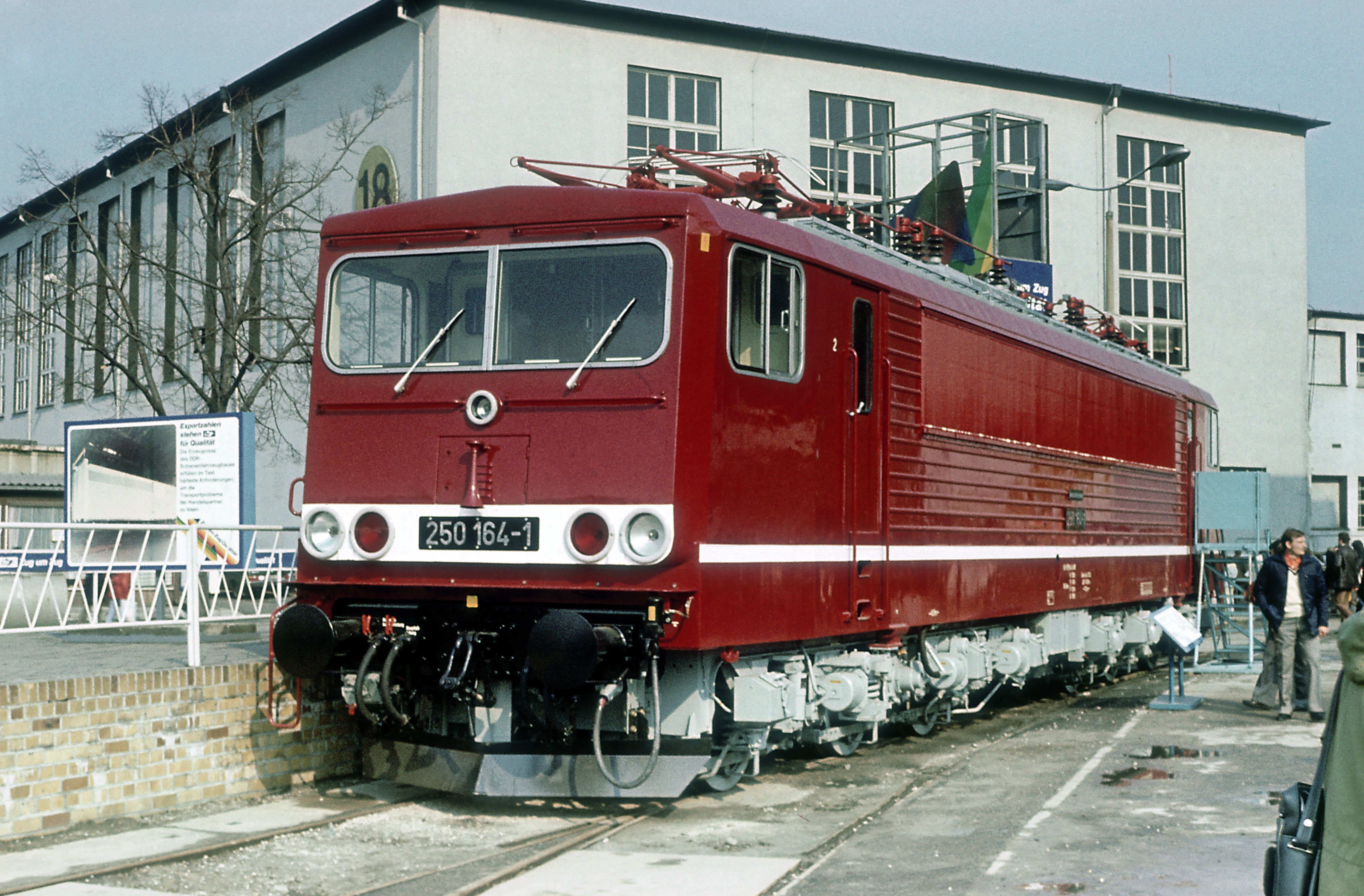
量产版的250 164号机车于1982年的莱比锡春季博览会中展出

在所有的测试完成后，批量生产开始于1977年。至1984年，共有270台量产机车交付至德国国营铁路。因其非常实用的功能性设计以及与集装箱高度相似的外观，这款机车也被昵称为“电箱子”（Strom-Container或Elektro-Container）。在民主德国时期，它们被用作每一种类别的货运或客运列车服务，但主要侧重于牵引重载货运列车。在东德动荡时期，这些机车则因为货运量大部分被转移至道路运输而不再需要，因此它们偶尔会被租借至瑞士东南铁路，但大部分均被重定型为155型，并移交至德国联邦铁路的纽伦堡西车辆段和曼海姆车辆段使用。
机车的运用领域至今没有发生太大的改变，但机车目前主要集中在塞丁和曼海姆的车辆段。在经历了德国铁路改革的第三阶段后，机车转配至当时的德铁货运、自2003年起改称雷力昂、即如今的德铁辛克铁路，其客运方面的服务实际上亦宣告终结。机车如今被运用于德国铁路的所有铁路网络中，并且可以牵引几乎任何类型的货运列车。它们优被先用作牵引矿石及化学品列车，也可用作牵引快速集装箱列车甚至在高速铁路中运行。

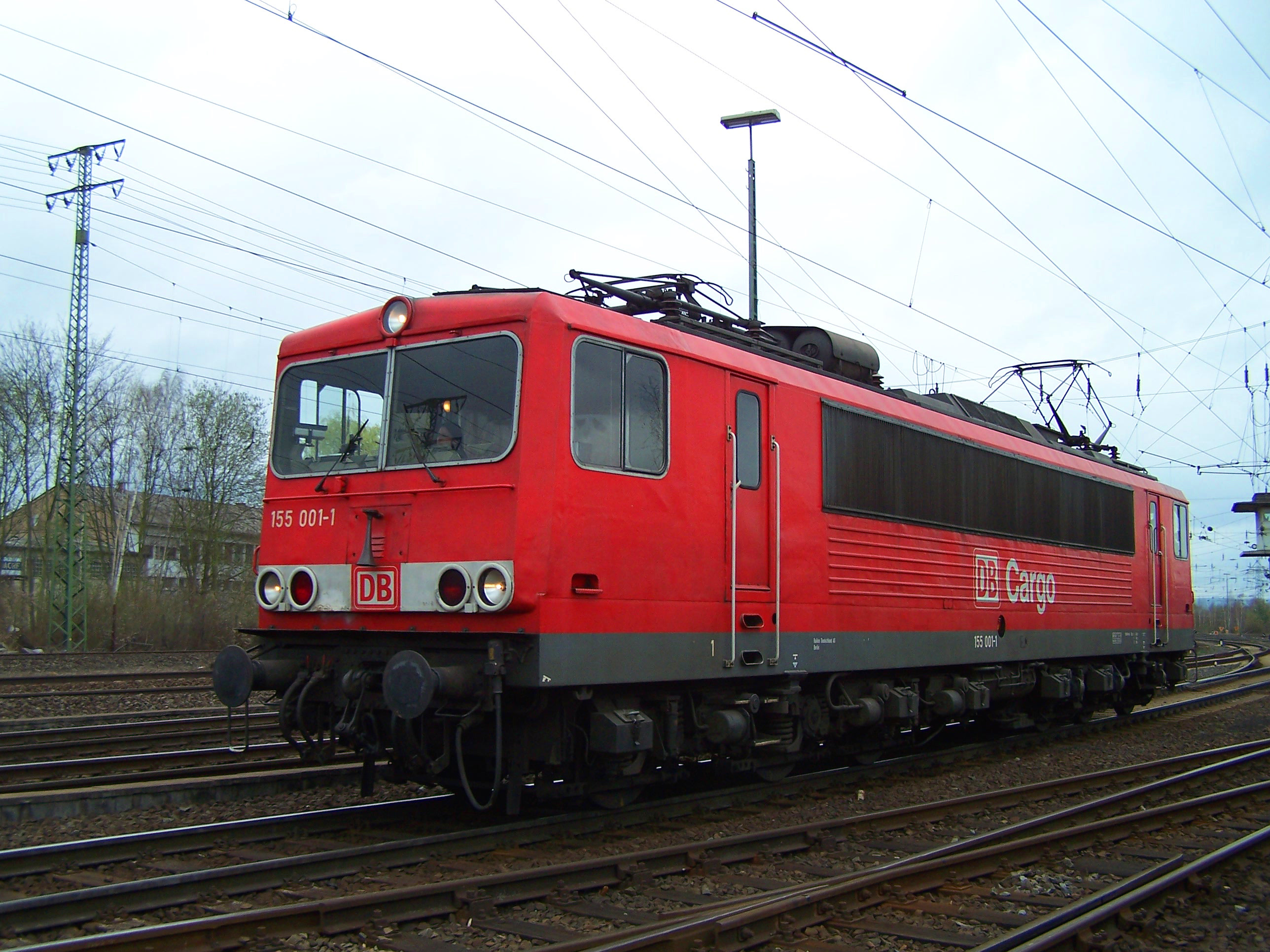
155 001号机车在科布伦茨德国铁路博物馆进行展示运行（2010年）

近年来，机车已经反复出现了转向架故障，这使得机车的最高限速不得不暂时降低至80公里/小时。此外，还有众多155型机车因为各种损害和为取得备件源而退役。作为德国铁路拥有的老式机车车辆，前者正计划对155型机车完全淘汰。然而自2006年夏季起，因受到运力不足的影响，德绍维修车间再度对已停用的155型机车进行了年审续牌工作。首台（也是唯一幸存的）原型机——155 001号机车，是在2006年4月3日从雷力昂的库存中正式退役，目前保存于哈勒德国铁路博物馆，并可用作观光铁路运营。

## 结构

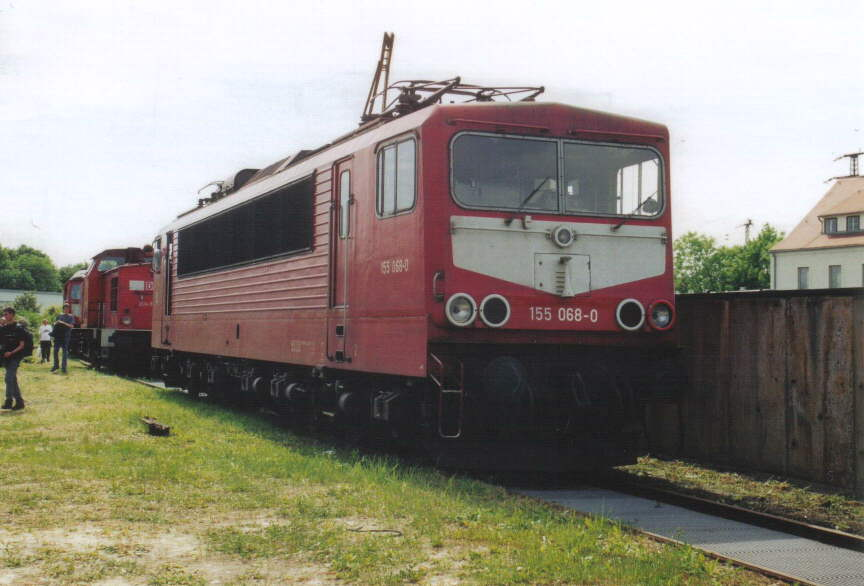
采用东方红色涂装的155型机车

机车有两副三轴转向架，其中的轮对由于鼻式悬浮传动方式而采用非对称布置，中间轮对未获得更好的曲线通过性能而可以横向偏移最多60毫米。每个轮轴分别由一台12极的单相直流串励电动机驱动，动力输送是通过设于圆柱齿轮传动器两侧、已通过验证的锥环传动实现。在德国国营铁路时期的动态技术测试中表明，机车通过修改锥环传动可以达到160公里/小时的最高速度，然而这样的机车被视为毫无必要，因为德国国营铁路辖下根本没有可供运行速度超过120公里/小时的线路。两德统一后，新的运营商则更倾向于采用与用途相匹配的机型规划，新的开发规划也并不包含货运机车，因此这项修改只好作罢。
机车车身是名副其实的箱型构造，这也使它获得了各种绰号：最早是“黑方包”，如今则通常被称为“大力箱”或“高效箱”。为了使大型设备更容易进入机械室，三节车顶板是可移动的。两侧的波纹侧壁则各有一组通风带以输送冷却气体。
机车电气部件的核心是一个带有强制机油循环的三柱变压器和一个带有31个分接头的开关装置。经过过去几年搭载于E211 001型机车在25千伏50赫兹交流电的线路中进行测试后，250型机车也使用了这款带有相位控制功能的LNSW 12型晶闸管高压电开关，这同样也被运用至243型机车之中。它被设计成一个带有晶闸管开关的全速级和半速级圆形控制器，通过两条接触轨道与机械部件进行关联。根据德国国营铁路的惯例，最后3个速度级通常是作为较低的高架电缆电压储备，这种状态通常发生在德国国营铁路的网络中。一款依赖于接触网电压、由晶闸管控制的电阻制动器也被装配至机车内。
车顶设备包括两个双臂受电弓、压缩空气交换机、车顶隔板、高压电互感器（用于电子监控接触网电压）以及电阻制动的通风格栅。在进行现代化改造的过程中，不少机车已经改用了当代机车所搭载的新型真空压缩空气交换机和单臂受电弓。此外，两台用于供应间接空气制动器的备用储气罐也被安装在车顶上方。在常规操作中，空气制动器的作用会与电子制动器相结合。
行驶控制装置是通过一个随动控制器进行工作（火车司机先行选择行驶速度级，控制器再根据预选档位独立调节运转），它带有一个在紧急状态下对轴承进行控制的上下推杆控制器。部分机车为了能在高速线路中使用而加装了线状列车控制系统。

## 其它运用
中德铁路公司（Mitteldeutsche Eisenbahn，简称MEG）向德国铁路购入了部分155型机车，并被陆续升级采用与其持有的143型机车相同的部件。除其他事项外，这些143型及155型机车都搭载了动力分散式列车的控制设备。这种经过改造的155型机车在车辆前部可以见到明显的第二组IS-电缆插座。迄今为止，MEG已持有两台155型机车（其中155 195号被重编号为MEG 704号，155 196号被重编号为MEG 705号），它们均是在德绍完成改造工作。
莱比锡铁路运输公司则持有155 137号机车。